# Liste der stillgelegten Eisenbahnstrecken in Niedersachsen und Bremen

## Einstellung des Personenverkehrs auf Eisenbahnstrecken seit dem Jahre 1880

### 1880er Jahre
| Datum    | Streckenabschnitt        | Strecke                | Spur- weite mm | G l e i s e | Länge (km) | er- öff- net (Jahr) | Zustand 2000 | Zustand 2010 | Bemerkung                                                                              |
| -------- | ------------------------ | ---------------------- | -------------- | ----------- | ---------- | ------------------- | ------------ | ------------ | -------------------------------------------------------------------------------------- |
| 1884     | Arenshausen – Friedland  | Arenshausen–Friedland  | 1435           | 2           |            | 1867                | abgebaut     | abgebaut     | gleiche Funktion wurde 1998 durch die deutlich kürzere „Eichenberger Kurve“ übernommen |
| vor 1897 | Vienenburg – Langelsheim | Vienenburg–Langelsheim | 1435           | 1           | 19,1       |                     | abgebaut     | abgebaut     |                                                                                        |

### 1900er Jahre
| Datum | Streckenabschnitt    | Strecke | Spur- weite mm | G l e i s e | Länge (km) | er- öff- net (Jahr)              | Zustand 2000 | Zustand 2010 | Bemerkung           |
| ----- | -------------------- | ------- | -------------- | ----------- | ---------- | -------------------------------- | ------------ | ------------ | ------------------- |
| 1904  | Wendewisch–Echem     |         | 750            | 1           | 11,2       |                                  | abgebaut     | abgebaut     | Bleckeder Kreisbahn |
| 1906  | Georgsheil–Engerhafe |         | 1435           | 1           |            | siehe Bahnstrecke Abelitz–Aurich |              |              |                     |

### 1910er Jahre
| Datum | Streckenabschnitt | Strecke | Spur- weite mm | G l e i s e | Länge (km) | er- öff- net (Jahr) | Zustand 2000 | Zustand 2010 | Bemerkung           |
| ----- | ----------------- | ------- | -------------- | ----------- | ---------- | ------------------- | ------------ | ------------ | ------------------- |
| 1919  | Karze–Neetze      |         | 750            | 1           |            |                     | abgebaut     | abgebaut     | Bleckeder Kreisbahn |

### 1920er Jahre
| Datum        | Streckenabschnitt         | Strecke | Spur- weite mm | G l e i s e | Länge (km) | er- öff- net (Jahr) | Zustand 2000 | Zustand 2010 | Bemerkung                                          |
| ------------ | ------------------------- | ------- | -------------- | ----------- | ---------- | ------------------- | ------------ | ------------ | -------------------------------------------------- |
| 1. Sep. 1921 | Karze–Wendewisch          |         | 750            | 1           | 9,9        |                     | abgebaut     | abgebaut     | Bleckeder Kreisbahn                                |
| 1922         | Dahlenburg–Bleckede–Karze |         | 750            | 1           | 27,1       |                     | abgebaut     | abgebaut     | Bleckeder Kreisbahn                                |
| 1926         |                           |         | 1435           | 1           |            |                     | abgebaut     | abgebaut     | Perm-Bahn als Erzbahn (Personen- und Güterverkehr) |

### 1930er Jahre
| Datum         | Streckenabschnitt         | Strecke                                 | Spur- weite mm | G l e i s e | Länge (km) | er- öff- net (Jahr) | Zustand 2000 | Zustand 2010 | Bemerkung |
| ------------- | ------------------------- | --------------------------------------- | -------------- | ----------- | ---------- | ------------------- | ------------ | ------------ | --------- |
| 1931          | Rittmarshausen–Duderstadt | Göttingen–Duderstadt (Gartetalbahn)     | 750            | 1           | 17,5       | 1907                | abgebaut     |              |           |
| 5. Juni 1931  | Sandstedt–Farge           | Bremen-Farge–Wulsdorf (Niederweserbahn) | 1435           | 1           | 17,9       | 1911                | abgebaut     |              |           |
| 22. Mai 1932  | Freiburg (Elbe)–Itzwörden | Stade–Itzwörden (Kehdinger Kreisbahn)   | 1000           | 1           | 16,5       | 1899                | abgebaut     | abgebaut     |           |
| 15. Nov. 1933 | Bützfleth–Freiburg (Elbe) | Stade–Itzwörden (Kehdinger Kreisbahn)   | 1000           | 1           | 26,7       | 1899                | abgebaut     | abgebaut     |           |
| 15. Nov. 1933 | Stade–Bützfleth           | Stade–Itzwörden (Kehdinger Kreisbahn)   | 1000 1435      | 1           | 7,3        | 1899                | Güterverkehr |              |           |
| vor 1934      | Mariaglück–Habighorst     | Celle–Wittingen (Seitenlinie)           | 1435           | 1           | 2,3        | 1912                | Güterverkehr |              |           |
| 1936          | Rehburg–Stolzenau–Uchte   | Wunstorf–Uchte (Steinhuder Meer-Bahn)   | 1000           | 1           | 31,9       | 1898–99             | abgebaut     | abgebaut     |           |
| 2. Nov. 1936  | Stemmen–Böhme             | Verden (Aller)–Walsrode Nord            | 1435           | 1           | 13,3       | 1910                | abgebaut     | abgebaut     |           |
| 1938          | Braunschweig Nord–Hoheweg | Braunschweig Nord–Lichtenberg           | 1435           | 1           |            | 1886                |              |              |           |

### 1940er Jahre
| Datum         | Streckenabschnitt             | Strecke                                    | Spur- weite mm | G l e i s e | Länge (km) | er- öff- net (Jahr) | Zustand 2000 | Zustand 2010 | Bemerkung |
| ------------- | ----------------------------- | ------------------------------------------ | -------------- | ----------- | ---------- | ------------------- | ------------ | ------------ | --- |
| 1940          | Hoheweg–Salzgitter-Barum      | Braunschweig Nord–Lichtenberg              | 1435           | 1           |            | 1886                |              |              | |
| vor 1944      | Borgstede–Bramloge            | Borgstede–Bramloge                         | 1435           | 1           | 7,6        |                     | abgebaut     | abgebaut     | |
| 20. Apr. 1945 | Dannenberg Ost–Dömitz         | Wittenberge–Buchholz                       | 1435           | 1           | 9,1        | 1874                | abgebaut     | abgebaut     | siehe auch Elbebrücke Dömitz                                                                                     |
| 11. Apr. 1945 | Lübbow–Salzwedel              | Salzwedel–Dannenberg                       | 1435           | 1           | 6,7        | 1891                | abgebaut     | abgebaut     | |
| 1945          | Schnega–Bergen                | Stendal–Uelzen                             | 1435           | 1           | 6,0        | 1873                | in Betrieb   | in Betrieb   | seit 1999 wieder in Betrieb                                                                                      |
| 1. Juli 1945  | Wittingen–Waddekath-Rade      | Hohenwulsch–Wittingen                      | 1435           | 1           | 9,3        |                     | abgebaut     | abgebaut     | |
| 1945          | Zasenbeck–Hanum               | Rohrberg–Zasenbeck                         | 1435           | 1           | 2,1        |                     | abgebaut     | abgebaut     | |
| 30. Juni 1945 | Rühen–Oebisfelde              | Wittingen–Oebisfelde                       | 1435           | 1           | 8,4        | 1909                | abgebaut     | abgebaut     | |
| 1945          | Döhren–Oebisfelde             | Helmstedt–Oebisfelde                       | 1435           | 1           | 12,3       | 1895                | abgebaut     | abgebaut     | |
| 1945          | Grasleben–Weferlingen         | Helmstedt–Oebisfelde                       | 1435           | 1           | 16,4       | 1895                | abgebaut     | abgebaut     | |
| 1945          | Grafhorst–Oebisfelde          | Schandelah–Oebisfelde                      | 1435           | 1           | 2,3        | 1902                | abgebaut     | abgebaut     | |
| 1945          | Schöningen–Völpke             | Eilsleben–Schöningen                       | 1435           | 1           | 9,5        | 1872                | abgebaut     | abgebaut     | |
| 1945          | Schöningen–Hötensleben        | Oschersleben–Schöningen                    | 1435           | 1           | 4,4        | 1899                | abgebaut     | abgebaut     | |
| 30. Juni 1945 | Jerxheim–Gunsleben            | Wolfenbüttel–Oschersleben                  | 1435           | 1           | 10,2       | 1843                | abgebaut     | abgebaut     | |
| 1945          | Jerxheim–Dedeleben            | Jerxheim–Nienhagen                         | 1435           | 1           | 5,0        |                     | abgebaut     | abgebaut     | |
| 1945          | Mattierzoll–Hessen            | Heudeber–Mattierzoll                       | 1435           | 1           | 3,9        | 1898                | abgebaut     | abgebaut     | |
| 1945          | Hornburg–Rimbeck              | Wasserleben–Börßum                         | 1435           | 1           | 4,5        | 1908                | abgebaut     | abgebaut     | |
| 1945          | Vienenburg–Wasserleben        | Halle–Vienenburg                           | 1435           | 2           |            |                     | stillgelegt  | stillgelegt  | Trasse seit 1996 durch Bahnstrecke Ilsenburg–Vienenburg (eingleisig) von Vienenburg bis zur Landesgrenze genutzt |
| 1945          | Eckertal–Stapelburg           | Heudeber-Danstedt–Bad Harzburg             | 1435           | 1           | 1,2        | 1894                | abgebaut     | abgebaut     | |
| 1945          | Brunnenbachsmühle–Sorge–Tanne |                                            | 1000           | 1           |            | 1899                | abgebaut     | abgebaut     | Streckenabschnitt der Südharz-Eisenbahn-Gesellschaft                                                             |
| 1945          | Ellrich–Zorge                 | Ellrich–Zorge                              | 1435           | 1           | 7,3        | 1907                | abgebaut     | abgebaut     | |
| 1945          | Walkenried–Ellrich            | Northeim–Nordhausen                        | 1435           | 2           | 4,1        | 1869                | in Betrieb   | in Betrieb   | seit 1989 wieder in Betrieb (eingleisig), Güterverkehr durchgehend                                               |
| 1945          | Zwinge West–Zwinge            | Bleicherode–Herzberg                       | 1435           | 1           |            | 1911                | abgebaut     | abgebaut     | |
| 1945          | Duderstadt–Teistungen         | Leinefelde–Wulften                         | 1435           | 1           | 4,9        | 1897                | abgebaut     | abgebaut     | |
| 1945          | Eichenberg–Arenshausen        | Halle–Hann. Münden                         | 1435           | 2           | 3,5        | 1872                | in Betrieb   | in Betrieb   | seit 1990 wieder in Betrieb                                                                                      |
| 1949          | Velpe–Leeden                  |                                            | 1435           | 1           |            |                     | abgebaut     | abgebaut     | Perm-Bahn als Umgehungsbahn                                                                                      |
| 30. Juni 1949 | Burgdorf (Han)–Hänigsen       | Burgdorf–Hänigsen (Burgdorfer Kreisbahnen) | 1435           | 1           | 8,5        | 1911                | abgebaut     | abgebaut     | Werksangehörige wurden noch bis zum 1. Juli 1957 befördert.                                                      |

### 1950er Jahre
| Datum         | Streckenabschnitt                                                     | Strecke                                        | Spur- weite mm | G l e i s e | Länge (km) | er- öff- net (Jahr) | Zustand 2000  | Zustand 2010 | Bemerkung                            |
| ------------- | --------------------------------------------------------------------- | ---------------------------------------------- | -------------- | ----------- | ---------- | ------------------- | ------------- | ------------ | ------------------------------------ |
| nach 1950     | Immendorf West–Salzgitter-Drütte–Salzgitter-Beddingen–Groß Gleidingen | Groß Gleidingen–Wolfenbüttel                   | 1435           | 1           |            |                     |               |              |                                      |
| nach 1950     | Groß Ilsede–Groß Ilsede Süd–Lengede–Broistedt–Salzgitter-Engelnstedt  |                                                | 1435           | 1           |            |                     |               |              | Verkehrsbetriebe Peine-Salzgitter    |
| 13. Mai 1950  | Zwischenahn–Edewecht–Edewechterdamm                                   | Bad Zwischenahn–Edewechterdamm                 | 1435           | 1           | 12,2       | 1912/20             | abgebaut      | abgebaut     |                                      |
| 18. Mai 1952  | Ahlhorn–Schneiderkrug                                                 | Ahlhorn–Vechta                                 | 1435           | 1           | 10,1       | 1885                | abgebaut      | abgebaut     |                                      |
| 18. Mai 1952  | Schneiderkrug–Vechta                                                  | Ahlhorn–Vechta                                 | 1435           | 1           | 10,2       | 1885                | Güterverkehr  |              |                                      |
| 15. Feb. 1952 | Holdorf–Damme                                                         | Holdorf–Damme                                  | 1435           | 1           | 7,4        | 1900                | außer Betrieb |              | Güterverkehr bis 1993                |
| 1952          | Hötzum–Mattierzoll Süd                                                | Braunschweig–Mattierzoll                       | 1435           | 1           | 27,2       |                     | abgebaut      | abgebaut     |                                      |
| 31. Mai 1952  | Lingen–Berge–Quakenbrück                                              | Lingen–Berge–Quakenbrück                       | 750            | 1           | 55,3       | 1904                | abgebaut      | abgebaut     |                                      |
| 15. Apr. 1953 | Cloppenburg–Lindern–Landesgrenze                                      | Cloppenburg–Landesgrenze                       | 750            | 1           | 29,2       | 1900/03             | abgebaut      | abgebaut     |                                      |
| 17. Mai 1953  | Esens–Ogenbargen–Aurich                                               | Leer–Aurich–Bensersiel                         | 1000           | 1           | 24,2       | 19                  | abgebaut      | abgebaut     |                                      |
| 1953          | Wittmund–Ogenbargen                                                   | Wittmund–Ogenbargen                            | 1000           | 1           | 14,2       | 1899                | abgebaut      | abgebaut     |                                      |
| 22. Mai 1954  | Bremen–Falkenberg                                                     | Bremen–Tarmstedt                               | 1000           | 1           | 13,5       | 1900                | abgebaut      | abgebaut     |                                      |
| 22. Mai 1954  | Lohne–Dinklage                                                        | Lohne–Dinklage                                 | 1435           | 1           | 7,9        | 1904                | Güterverkehr  |              | Güterverkehr bis 2003                |
| 23. Mai 1954  | Ocholt–Westerstede                                                    | Ellenserdamm–Ocholt                            | 750 1435       | 1           | 7,3        | 1876                | Güterverkehr  |              |                                      |
| 23. Mai 1954  | Westerstede–Bockhorn–Ellenserdamm                                     | Ellenserdamm–Ocholt                            | 1435           | 1           | 22,6       | 1893–1905           | abgebaut      | abgebaut     |                                      |
| 23. Mai 1954  | Varel–Bockhorn–Rahling                                                | Varel–Neuenburg                                | 1435           | 1           | 5,9        | 1893/96             | Güterverkehr  |              |                                      |
| 23. Mai 1954  | Rahling–Neuenburg                                                     | Varel–Neuenburg                                | 1435           | 1           | 13,0       | 1893/96             | außer Betrieb |              |                                      |
| 1954          | Salzgitter-Barum–Salzgitter-Lichtenberg                               | Braunschweig Nord–Lichtenberg                  | 1435           | 1           |            | 1886                |               |              |                                      |
| 1955          | Beedenbostel–Mariaglück                                               | Celle–Wittingen                                | 1435           | 1           | 5,6        | 1912                | Güterverkehr  |              |                                      |
| 21. Mai 1955  | Lüchow–Wustrow (Wendland)–Lübbow                                      | Salzwedel–Dannenberg                           | 1435           | 1           | 3,9        | 1891                | abgebaut      | abgebaut     |                                      |
| 1955          | Wustrow (Wendland)–Lüchow                                             | Salzwedel–Dannenberg                           | 1435           | 1           | 5,2        | 1891                | außer Betrieb |              |                                      |
| 1. Okt. 1955  | Bremen-Huchting–Brinkum–Thedinghausen                                 | Bremen–Thedinghausen                           | 1435           | 1           | 26,1       | 1908/10             | Güterverkehr  |              | seit 19__ Museumsverkehr             |
| 1. Apr. 1956  | Aurich–Großefehn–Leer                                                 | Leer–Aurich–Bensersiel                         | 1435           | 1           | 40,0       | 19                  | abgebaut      | abgebaut     |                                      |
| 29. Jan. 1956 | Falkenberg–Tarmstedt Ost                                              | Bremen–Tarmstedt                               | 1435           | 1           | 13,5       | 1900                | abgebaut      | abgebaut     |                                      |
| 30. Sep. 1956 | Hohenhameln/Clauen – Hämelerwald                                      | Hildesheim–Hämelerwald                         | 1435           | 1           | 19,2       | 1897                | abgebaut      | abgebaut     |                                      |
| 1956          | Nordenham–Burhave–Eckwarderhörne                                      | Nordenham–Eckwarderhörne                       | 1435           | 1           | 30,1       | 1908                | abgebaut      | abgebaut     |                                      |
| 1957          | Bad Harzburg–Eckertal                                                 | Heudeber-Danstedt–Bad Harzburg                 | 1435           | 1           | 8,6        | 1894                | abgebaut      | abgebaut     |                                      |
| 30. Okt. 1957 | Göttingen–Rittmarshausen                                              | Göttingen–Duderstadt (Gartetalbahn)            | 750            | 1           | 18,1       | 1897                | abgebaut      | abgebaut     | Güterzüge bis 1959                   |
| 1. Juni 1958  | Plockhorst–Stederdorf–Peine                                           | Plockhorst–Peine                               | 1435           | 1           | 12,2       | 1922                | abgebaut      | abgebaut     |                                      |
| 1. Juni 1958  | Stederdorf–Peine                                                      | Plockhorst–Peine                               | 1435           | 1           | 4,9        | 1922                | Güterverkehr  |              |                                      |
| 1. Juni 1958  | Uslar–Uslar Stadt–Schönhagen                                          | Uslar–Schönhagen (Han)                         | 1435           | 1           | 9,7        | 1927                | abgebaut      | abgebaut     |                                      |
| 1. Juni 1958  | Varel–Rodenkirchen                                                    | Varel–Rodenkirchen                             | 1435           | 1           | 22,2       | 1913                | abgebaut      | abgebaut     |                                      |
| 1. Juni 1958  | Visselhövede–Brockel                                                  | Bremervörde–Walsrode                           | 1435           | 1           | 9,3        | 1906                | Güterverkehr  |              |                                      |
| 1. Juni 1958  | Brockel–Rotenburg (Wümme)                                             | Bremervörde–Walsrode                           | 1435           | 1           | 14,8       | 1906                | abgebaut      | abgebaut     |                                      |
| 1958          | Wangerooge Bf–Ostanleger                                              |                                                | 1000           | 1           | 5,3        | 1905                | abgebaut      | abgebaut     | Inselbahn Wangerooge                 |
| 1959          | Bruchhausen-Vilsen–Asendorf                                           | Bruchhausen-Vilsen–Asendorf                    | 1000           | 1           | 7,8        | 1899                | Güterverkehr  |              | seit 2. Juli 1966 Museumsbahnverkehr |
| 23. Apr. 1959 | St. Andreasberg–St. Andreasberg Stadt                                 | Sankt Andreasberg West–Sankt Andreasberg Stadt | 1435           | 1           | 1,7        | 1924                | abgebaut      | abgebaut     |                                      |
| 30. Mai 1959  | Helmstedt – Grasleben                                                 | Helmstedt–Oebisfelde                           | 1435           | 1           | 15,9       | 1895                | Güterverkehr  |              |                                      |
| 3. Okt. 1959  | Hoheweg–Wolfenbüttel                                                  | Groß Gleidingen–Wolfenbüttel                   | 1435           | 1           |            | 1886                |               |              |                                      |

### 1960er Jahre
| Datum         | Streckenabschnitt                               | Strecke                                 | Spur- weite mm | G l e i s e | Länge (km) | er- öff- net (Jahr) | Zustand 2000  | Zustand 2010 | Bemerkung                                                  |
| ------------- | ----------------------------------------------- | --------------------------------------- | -------------- | ----------- | ---------- | ------------------- | ------------- | ------------ | ---------------------------------------------------------- |
| nach 1960     | Cuxhavener Hafenbahn                            |                                         | 1435           | 1           |            |                     | abgebaut      | abgebaut     |                                                            |
| 1960          | Lewinghausen–Essen (Oldenburg)                  | Meppen–Essen                            | 1435           | 1           | 13,8       | 19                  | Güterverkehr  |              | seit 19__ Museumsverkehr                                   |
| 1960          | Salzgitter-Calbecht–Salzgitter-Haverlahwiese II |                                         | 1435           | 1           |            |                     |               |              |                                                            |
| 1. Nov. 1961  | Bremen-Vegesack–Farge                           | Bremen-Farge–Bremen-Vegesack            | 1435           | 1           | 10,4       | 1888                | Güterverkehr  |              | seit 2007 wieder in Betrieb                                |
| 27. Mai 1961  | Herzberg (Harz)–Zwinge West                     | Bleicherode–Herzberg                    | 1435           | 1           |            | 1911                | abgebaut      | abgebaut     |                                                            |
| 27. Mai 1961  | Ihrhove–Westrhauderfehn                         | Ihrhove–Westrhauderfehn                 | 1435           | 1           | 11,1       | 1912                | abgebaut      | abgebaut     |                                                            |
| 30. Sep. 1961 | Oldenburg(Old) – Ohmstede                       | Oldenburg–Brake                         | 1435           | 1           | 3,7        | 1896                | außer Betrieb |              |                                                            |
| 30. Sep. 1961 | Ohmstede – Brake                                | Oldenburg–Brake                         | 1435           | 1           | 28,2       | 1896                | abgebaut      | abgebaut     |                                                            |
| 28. Mai 1961  | Soltau–Neuenkirchen                             | Soltau–Neuenkirchen                     | 1435           | 1           | 11,9       | 1920                | abgebaut      | abgebaut     |                                                            |
| 6. Juni 1961  | Stadthagen–Leese–Stolzenau                      | Stadthagen–Stolzenau                    | 1435           | 1           | 27,0       | 1921                | abgebaut      | abgebaut     |                                                            |
| 27. Mai 1962  | Delmenhorst–Hasbergen                           | Delmenhorst–Lemwerder                   | 1435           | 1           | 3,5        | 1922                | Güververkehr  |              | bis 2013 Museumsverkehr                                    |
| 27. Mai 1962  | Hasbergen – Lemwerder                           | Delmenhorst–Lemwerder                   | 1435           | 1           | 11,1       | 1922                | außer Betrieb |              | bis 2013 Museumsverkehr                                    |
| 27. Mai 1962  | Plockhorst–Harvesse                             | Celle–Braunschweig                      | 1435           | 1           | 13,6       | 19                  | abgebaut      | abgebaut     |                                                            |
| 27. Mai 1962  | Harvesse–Gliesmarode                            | Celle–Braunschweig                      | 1435           | 1           | 15,1       | 19                  | Güterverkehr  |              |                                                            |
| 1962          | Schwegermoor–Damme                              | Damme–Holzhausen-Heddinghausen          | 1435           | 1           | 6,6        | 19                  | abgebaut      | abgebaut     |                                                            |
| 1962          | Walkenried – Braunlage                          | Walkenried–Braunlage/Tanne              | 1000           | 1           | 24,2       | 1899                | abgebaut      | abgebaut     |                                                            |
| 1963          | Duingen–Delligsen                               | Voldagsen–Delligsen                     | 1435           | 1           | 11,3       | 1901                | abgebaut      | abgebaut     |                                                            |
| 1963          | Emden–Pewsum–Greetsiel                          | Emden–Pewsum–Greetsiel                  | 1000           | 1           | 22,8       | 1899/1906           | abgebaut      | abgebaut     |                                                            |
| 1963          | Hoya–Bücken                                     | Hoya–Bücken                             | 1435           | 1           | 3,2        | 1905                | abgebaut      | abgebaut     |                                                            |
| 1963          | Kreiensen–Kalefeld                              | Osterode–Kreiensen                      | 750 1435       | 1           | 8,5        | 19                  | Güterverkehr  |              |                                                            |
| 1964          | Böhme–Altenboitzen–Walsrode                     | Verden (Aller)–Walsrode Nord            | 1435           | 1           | 12,9       | 19                  | Güterverkehr  |              | seit 19 __ Museumsverkehr zwischen Altenboitzen–Walsrode   |
| 26. Sep. 1964 | Bremerhaven-Wulsdorf–Stotel–Sandstedt           | Bremen-Farge–Wulsdorf (Niederweserbahn) | 1435           | 1           | 18,6       | 1911                | abgebaut      | abgebaut     |                                                            |
| 31. Mai 1964  | Hildesheim Hbf–Hohenhameln                      | Hildesheim–Hämelerwald                  | 1435           | 1           | 17,1       | 1896                | abgebaut      | abgebaut     |                                                            |
| 1964          | Wilstedt–Tarmstedt Ost–Zeven–Tostedt            | Wilstedt–Tostedt                        | 1435           | 1           | 63,6       | 1917                | Güterverkehr  |              |                                                            |
| 1964          | Sande (Friesland)–Wilhelmshaven                 |                                         | 1435           | 1           |            | 19                  | abgebaut      | abgebaut     | Vorortbahn Wilhelmshaven                                   |
| 1964          | Wunstorf–Wunstorf Stadt – Rehburg               | Wunstorf–Uchte                          | 1435           | 1           | 20,8       | 1898                | abgebaut      | abgebaut     |                                                            |
| 1964          | Wunstorf Stadt – Mesmerode                      | Wunstorf–Uchte                          | 1435           | 1           | 4,0        | 19                  | Güterverkehr  |              |                                                            |
| 1965          | Gittelde–Bad Grund                              | Gittelde–Bad Grund                      | 1435           | 1           | 4,2        | 1910                | abgebaut      | abgebaut     | Seit Ende 1962 fuhren keine Personenzüge mehr.             |
| 1965          | Gronau (Westf)–Achterberg                       | Gronau–Coevorden                        | 1435           | 1           | 11,0       | 1908                | abgebaut      | abgebaut     |                                                            |
| 1965          | Achterberg – Bentheim                           | Gronau–Coevorden                        | 1435           | 1           | 7,7        | 1908                | Güterverkehr  |              |                                                            |
| 29. Mai 1965  | Rinteln Nord–Stadthagen                         | Rinteln–Stadthagen                      | 1435           | 1           | 20,4       | 1900                | Güterverkehr  |              | seit 19__ Museumsverkehr                                   |
| 1965          | Vechta–Cloppenburg                              | Vechta–Cloppenburg                      | 1435           | 1           | 27,6       | 1914                | abgebaut      | abgebaut     |                                                            |
| 30. Juni 1966 | Bückeburg–Bad Eilsen                            | Bückeburg–Bad Eilsen                    | 1435           | 1           | 5,7        | 1918                | abgebaut      | abgebaut     |                                                            |
| 1966          | Celle–Schwarmstedt–Hülsen                       | Celle–Gifhorn                           | 1435           | 1           | 63,4       | 1903/05             | abgebaut      | abgebaut     |                                                            |
| 1966          | Hülsen–Wahnebergen                              | Celle–Gifhorn                           | 1435           | 1           | 12,0       | 1903/05             | außer Betrieb |              |                                                            |
| 24. Sep. 1966 | Diepholz–Sulingen                               | Nienburg–Diepholz                       | 1435           | 1           | 32,6       | 19                  | Güterverkehr  |              |                                                            |
| 1966          | Gronau(Han)–Almstedt-Segeste                    | Elze–Bodenburg                          | 1435           | 1           | 14,6       | 19                  | abgebaut      | abgebaut     |                                                            |
| 1966          | Almstedt-Segeste–Bodenburg                      | Elze–Bodenburg                          | 1435           | 1           | 3,9        | 19                  | außer Betrieb |              |                                                            |
| 1966          | Haselünne–Lewinghausen                          | Meppen–Essen                            | 1435           | 1           | 12,4       | 19                  | Güterverkehr  |              | seit 19__ Museumsverkehr                                   |
| 1966          | Holzhausen–Bohmte–Schwegermoor                  | Damme–Holzhausen-Heddinghausen          | 1435           | 1           | 20,5       | 19                  | Güterverkehr  |              | seit 19__ Museumsverkehr                                   |
| 1966          | Holzhausen–Bohmte–Schwegermoor                  | Damme–Holzhausen-Heddinghausen          | 1435           | 1           | 13,0       | 19                  | außer Betrieb |              |                                                            |
| 21. Mai 1966  | Winsen–Niedermarschacht                         | Winsen–Niedermarschacht                 | 1435           | 1           | 18,2       | 1912                | Güterverkehr  |              | seit 19__ Museumsverkehr                                   |
| 23. Sep. 1967 | Abelitz–Aurich                                  | Abelitz–Aurich                          | 1435           | 1           | 13,2       | 1883                | Güterverkehr  |              |                                                            |
| 1967          | Delmenhorst–Harpstedt                           | Delmenhorst–Harpstedt                   | 1435           | 1           | 22,5       | 1912                | Güterverkehr  |              | seit 19__ Museumsverkehr                                   |
| 1967          | Esens–Bensersiel                                | Leer–Aurich–Bensersiel                  | 1000           | 1           | 5,5        | 19                  | abgebaut      | abgebaut     |                                                            |
| 1967          | Osterode(Harz)–Kalefeld                         | Osterode–Kreiensen                      | 750            | 1           | 24,2       | 19                  | abgebaut      | abgebaut     |                                                            |
| Mai 1967      | Voldagsen–Salzhemmendorf–Duingen                | Voldagsen–Delligsen                     | 1435           | 1           | 15,9       | 1896/97             | Güterverkehr  |              | seit 19__ Museumsverkehr zwischen Voldagsen–Salzhemmendorf |
| 28. Mai 1968  | Bad Nenndorf–Bad Münder Stadt                   | Bad Münder–Bad Nenndorf                 | 1435           | 1           | 20,2       | 1904/05             | abgebaut      | abgebaut     |                                                            |
| 28. Mai 1968  | Bad Münder Stadt–Bad Münder                     | Bad Münder–Bad Nenndorf                 | 1435           | 1           | 2,2        | 1904/05             | außer Betrieb |              |                                                            |
| 24. Mai 1968  | Bremerhaven-Speckenbüttel–Bederkesa             | Bremerhaven–Bederkesa                   | 1435           | 1           | 17,8       | 1896                | Güterverkehr  |              | seit 19__ Museumsverkehr                                   |
| 1968          | Buchholz (Nordheide)–Hollenstedt                | Bremerhaven–Buxtehude                   | 1435           | 1           | 15,0       | 19                  | abgebaut      | abgebaut     |                                                            |
| 1968          | Hollenstedt–Harsefeld                           | Bremerhaven–Buxtehude                   | 1435           | 1           | 17,4       | 19                  | Güterverkehr  |              |                                                            |
| 29. Sep. 1968 | Cloppenburg–Friesoythe                          | Cloppenburg–Ocholt                      | 1435           | 1           | 26,3       | 1906                | Güterverkehr  |              |                                                            |
| 29. Sep. 1968 | Friesoythe–Sedelsberg                           | Cloppenburg–Ocholt                      | 1435           | 1           | 8,2        | 1907                | abgebaut      | abgebaut     |                                                            |
| 29. Sep. 1968 | Sedelsberg–Scharrel–Ocholt                      | Cloppenburg–Ocholt                      | 1435           | 1           | 28,0       | 1907/08             | Güterverkehr  |              | seit 19 __ Museumsverkehr                                  |
| 1968          | Nienburg–Steyerberg                             | Nienburg–Rahden                         | 1435           | 1           | 21,9       | 19                  | Güterverkehr  |              |                                                            |
| 1968          | Steyerberg–Uchte                                | Nienburg–Rahden                         | 1435           | 1           | 11,6       | 19                  | abgebaut      | abgebaut     |                                                            |
| 1968          | Uchte–Rahden                                    | Nienburg–Rahden                         | 1435           | 1           | 25,3       | 1910                | Güterverkehr  |              | seit 19 __ Museumsverkehr                                  |
| 1968          | Rotenburg (Wümme)–Zeven–Bremervörde             | Bremervörde–Walsrode                    | 1435           | 1           | 49,5       | 19                  | Güterverkehr  |              |                                                            |
| 31. März 1969 | Lüchow–Schmarsau                                | Lüchow–Schmarsau                        | 1435           | 1           | 17,2       | 1911                | abgebaut      | abgebaut     |                                                            |
| 27. Sep. 1969 | Peine Ilseder Bf–Groß Ilsede                    | Peine–Broistedt                         | 1435           | 1           | 7,1        | 19                  | Güterverkehr  |              |                                                            |
| 31. Mai 1969  | Quakenbrück–Spelle                              | Duisburg–Quakenbrück                    | 1435           | 1           | 49,7       | 1879                | außer Betrieb |              |                                                            |
| 31. Mai 1969  | Spelle–Altenrheine–Rheine                       | Duisburg–Quakenbrück                    | 1435           | 1           | 10,7       | 1879                | Güterverkehr  |              |                                                            |
| 27. Sep. 1969 | Sulingen–Nienburg                               | Nienburg–Diepholz                       | 1435           | 1           | 34,3       | 1921–23             | außer Betrieb |              |                                                            |
| 27. Sep. 1969 | Verden–Stemmen                                  | Verden (Aller)–Walsrode Nord            | 1435           | 1           | 11,8       | 1910                | Güterverkehr  |              |                                                            |

### 1970er Jahre
| Datum         | Streckenabschnitt                                                              | Strecke                          | Spur- weite mm | G l e i s e | Länge (km) | er- öff- net (Jahr) | Zustand 2000  | Zustand 2010  | Bemerkung                                               |
| ------------- | ------------------------------------------------------------------------------ | -------------------------------- | -------------- | ----------- | ---------- | ------------------- | ------------- | ------------- | ------------------------------------------------------- |
| 30. Mai 1970  | Lathen–Werlte                                                                  | Lathen–Werlte                    | 750 1435       | 1           | 25,2       | 1898                | Güterverkehr  |               |                                                         |
| 30. Mai 1970  | Winsen–Egestorf–Hützel                                                         | Winsen–Hützel                    | 1435           | 1           | 36,4       | 1906–10             | Güterverkehr  |               | seit 19__ Museumsverkehr                                |
| 31. Dez. 1970 | Meppen–Haselünne                                                               | Meppen–Essen                     | 1435           | 1           | 16,5       | 1894                | Güterverkehr  |               | seit 1988/89 Museumsverkehr                             |
| 30. Mai 1970  | Müden–Munster                                                                  | Beckedorf–Munster                | 1435           | 1           | 15,0       | 1910                | Güterverkehr  |               |                                                         |
| 23. Mai 1971  | Celle–Uetze–Plockhorst                                                         | Celle–Braunschweig               | 1435           | 1           | 27,7       | 1920–21             | abgebaut      | abgebaut      |                                                         |
| 1. Okt. 1972  | Eystrup–Hoya–Bruchhausen-Vilsen–Syke                                           | Syke–Eystrup                     | 1000 1435      | 1           | 28,8       | 1900                | Güterverkehr  |               |                                                         |
| 2. Juni 1973  | Bleckede–Alt Garge                                                             | Lüneburg–Bleckede                | 1435           | 1           | 6,1        |                     | außer Betrieb |               | seit 2005 Draisinenverkehr                              |
| 25. Mai 1974  | Bentheim–Nordhorn–Laarwald–Coevorden                                           | Gronau–Coevorden                 | 1435           | 1           | 57,4       | 1895–1911           | Güterverkehr  |               | Seit Juli 2019 Personenverkehr (Bad Bentheim–Neuenhaus) |
| 25. Mai 1974  | Celle Vorstadt–Beedenbostel                                                    | Celle–Wittingen                  | 1435           | 1           | 16,0       | 1904                | Güterverkehr  |               | seit 19__ Museumsverkehr                                |
| 27. Mai 1974  | Wittingen West–Zasenbeck–Rühen                                                 | Wittingen–Oebisfelde             | 1435           | 1           | 34,7       | 1909                | Güterverkehr  | außer Betrieb |                                                         |
| 26. Juli 1974 | Wulften–Duderstadt                                                             | Wulften–Leinefelde               | 1435           | 1           | 20,6       | 1889                | außer Betrieb | abgebaut      |                                                         |
| 30. Mai 1975  | Bergen–Soltau                                                                  | Celle–Soltau                     | 1435           | 1           | 26,4       |                     | Güterverkehr  |               |                                                         |
| 27. Sep. 1975 | Bodenburg–Lamspringe                                                           | Groß Düngen–Bad Gandersheim      | 1435           | 1           | 12,3       | 1902                | außer Betrieb |               |                                                         |
| 27. Sep. 1975 | Lamspringe–Bad Gandersheim                                                     | Groß Düngen–Bad Gandersheim      | 1435           | 1           | 10,1       | 1902                | abgebaut      | abgebaut      |                                                         |
| 31. Mai 1975  | Dannenberg–Lüchow                                                              | Salzwedel–Dannenberg             | 1435           | 1           | 20,3       | 1911                | Güterverkehr  |               |                                                         |
| 1975          | Einbeck–Dassel                                                                 | Salzderhelden–Dassel             | 1435           | 1           | 13,3       | 1883                | Güterverkehr  |               |                                                         |
| 27. Sep. 1975 | Odertal–St. Andreasberg                                                        | Scharzfeld–St. Andreasberg       | 1435           | 1           | 7,6        | 1884                | abgebaut      | abgebaut      |                                                         |
| 29. Sep. 1975 | Schandelah–Abzw. Grafhorst                                                     | Schandelah–Oebisfelde            | 1435           | 1           | 27,3       | 1902                | abgebaut      | abgebaut      |                                                         |
| 27. Juni 1975 | Schwindebeck–Hützel–Soltau Süd                                                 | Lüneburg–Soltau                  | 1435           | 1           | 26,9       | 1913                | Güterverkehr  |               | seit 19__ Museumsverkehr                                |
| 30. Mai 1975  | Uelzen–Dannenberg West                                                         | Uelzen–Dannenberg                | 1435           | 1           | 42,0       | 1924                | außer Betrieb |               |                                                         |
| 1975          | Vorwohle–Kirchbrak                                                             | Emmerthal–Vorwohle               | 1435           | 1           | 10,9       | 1900                | Güterverkehr  |               |                                                         |
| 24. Juni 1976 | Beedenbostel–Wittingen West                                                    | Celle–Wittingen                  | 1435           | 1           | 36,1       | 1904                | Güterverkehr  |               | seit 19__ Museumsverkehr                                |
| 31. Mai 1976  | Müden–Hermannsburg–Beckedorf                                                   | Beckedorf–Munster                | 1435           | 1           | 8,9        |                     | Güterverkehr  |               | seit 19__ Museumsverkehr                                |
| 31. Mai 1976  | Celle–Beckedorf–Bergen                                                         | Celle–Soltau                     | 1435           | 1           | 32,5       |                     | Güterverkehr  |               | seit 19__ Museumsverkehr zwischen Celle–Beckedorf       |
| 1. Jan. 1976  | Jerxheim–Börßum                                                                | Jerxheim–Börßum                  | 1435           | 1           | 23,0       | 1868                | abgebaut      | abgebaut      |                                                         |
| 1976          | Börßum–Salzgitter-Bad                                                          | Börßum–Kreiensen                 | 1435           | 1           | 15,2       |                     | Güterverkehr  |               | seit 1990 Museumsverkehr                                |
| 1976          | Langelsheim–Clausthal-Zellerfeld–Altenau                                       | Langelsheim–Altenau (Oberharz)   | 1435           | 1           | 33,7       | 1875–1914           | abgebaut      | abgebaut      |                                                         |
| 1976          | Salzgitter Walzwerk–Erzvorbereitung–Salzgitter-Calbecht–Salzgitter-Finkenkuhle |                                  | 1435           | 1           |            |                     |               |               |                                                         |
| 1976          | Salzgitter Walzwerk–Erzvorbereitung –Salzgitter-Lebenstedt Nord                |                                  | 1435           | 1           |            |                     |               |               |                                                         |
| 21. Mai 1977  | Lüneburg Nord–Neetze–Bleckede                                                  | Lüneburg–Bleckede                | 750 1435       | 1           | 23,8       | 1904                | Güterverkehr  |               | seit 19__ Museumsverkehr                                |
| 21. Mai 1977  | Lüneburg Süd–Schwindebeck                                                      | Lüneburg–Soltau                  | 1435           | 1           | 30,2       | 1913                | Güterverkehr  |               | seit 19__ Museumsverkehr                                |
| 18. März 1978 | Bremervörde–Gnarrenburg–Osterholz-Scharmbeck                                   | Bremervörde–Osterholz-Scharmbeck | 1435           | 1           | 47,8       | 1909–11             | Güterverkehr  |               | seit 19__ Museumsverkehr                                |
| 1978          | Hasbergen–Georgsmarienhütte                                                    | Georgsmarienhütte–Hasbergen      | 1435           | 1           | 7,8        | 1864–70             | Güterverkehr  |               |                                                         |

### 1980er Jahre
| Datum         | Streckenabschnitt                                      | Strecke                                 | Spur- weite mm | G l e i s e | Länge (km) | er- öff- net (Jahr) | Zustand 2000  | Zustand 2010 | Bemerkung                   |
| ------------- | ------------------------------------------------------ | --------------------------------------- | -------------- | ----------- | ---------- | ------------------- | ------------- | ------------ | --------------------------- |
| 31. Mai 1980  | Cordingen–Visselhövede                                 | Bremervörde–Walsrode                    | 1435           | 1           | 10,6       | 1890                | abgebaut      | abgebaut     |                             |
| 31. Mai 1980  | Elze–Gronau(Han)                                       | Elze–Bodenburg                          | 1435           | 1           | 4,8        | 1900                | außer Betrieb |              |                             |
| 31. Mai 1980  | Göttingen–Oberscheden                                  | Hannover–Kassel                         | 1435           | 2           | 4,8        | 1856                | abgebaut      | abgebaut     | Dransfelder Rampe           |
| 31. Mai 1980  | Oberscheden–Hann. Münden                               | Hannover–Kassel                         | 1435           | 2           | 9,9        | 1856                | Güterverkehr  |              | Dransfelder Rampe           |
| 27. Sep. 1980 | Hameln–Aerzen                                          | Bielefeld–Hameln                        | 1435           | 1           | 11,0       | 1897                | abgebaut      | abgebaut     |                             |
| 27. Sep. 1980 | Aerzen–Barntrup                                        | Bielefeld–Hameln                        | 1435           | 1           | 12,5       | 1896                | außer Betrieb |              |                             |
| 31. Mai 1980  | Nordenham–Blexen                                       | Hude–Blexen                             | 1435           | 1           | 6,8        | 1904                | Güterverkehr  |              |                             |
| 26. Sep. 1981 | Celle–Wienhausen                                       | Celle–Gifhorn                           | 1435           | 1           | 12,8       | 1913                | Güterverkehr  |              |                             |
| 26. Sep. 1981 | Wienhausen–Müden-Dieckhorst                            | Celle–Gifhorn                           | 1435           | 1           | 14,0       | 1913                | außer Betrieb |              |                             |
| 26. Sep. 1981 | Müden-Dieckhorst–Gifhorn Stadt                         | Celle–Gifhorn                           | 1435           | 1           | 17,6       | 1913                | abgebaut      | abgebaut     |                             |
| 1981          | Lüneburg–Mechtersen                                    | Wittenberge–Buchholz                    | 1435           | 1           | 8,6        | 1874                | außer Betrieb |              |                             |
| 1981          | Mechtersen–Jesteburg                                   | Wittenberge–Buchholz                    | 1435           | 1           | 24,4       | 1874                | abgebaut      | abgebaut     |                             |
| 1981          | Jesteburg–Buchholz (Nordheide)                         | Wittenberge–Buchholz                    | 1435           | 1           | 6,3        | 1874                | Güterverkehr  |              |                             |
| 1981          | Spiekeroog Dorfbahnhof–Landungsbrücke                  |                                         | 1000           | 1           |            | 1885                |               |              | Inselbahn Spiekeroog        |
| 1981          | Wangerooge Saline–Westen                               |                                         | 1000           | 1           | 2,0        | 1897                | Güterverkehr  |              | Inselbahn Wangerooge        |
| 1982          | Juist Anleger–Juist Bahnhof                            |                                         | 1000           | 1           | 2,3        | 1898                | abgebaut      | abgebaut     | Inselbahn Juist             |
| 25. Sep. 1982 | Kirchbrak–Emmerthal                                    | Emmerthal–Vorwohle                      | 1435           | 1           | 19,0       | 1900                | Güterverkehr  |              |                             |
| 29. Mai 1983  | Norden–Dornum                                          | Norden–Sande (Ostfriesische Küstenbahn) | 1435           | 1           | 17,6       | 1883                | Güterverkehr  |              | seit 1987 Museumsverkehr    |
| 29. Mai 1983  | Dornum–Esens                                           | Norden–Sande (Ostfriesische Küstenbahn) | 1435           | 1           | 12,3       | 1883                | abgebaut      | abgebaut     |                             |
| 3. Juni 1984  | Bad Lauterberg–Odertal                                 | Scharzfeld–St. Andreasberg              | 1435           | 1           | 3,6        | 1913                | abgebaut      | abgebaut     |                             |
| 2. Juni 1984  | Dissen–Bad Rothenfelde–Osnabrück Abzw. Hörne           | Osnabrück–Brackwede                     | 1435           | 1           | 23,2       | 1886                | außer Betrieb |              | seit 2005 wieder in Betrieb |
| 1984          | Salzderhelden–Einbeck                                  | Salzderhelden–Dassel                    | 1435           | 1           | 4,4        | 1879                | Güterverkehr  |              | seit 2018 wieder in Betrieb |
| 2. Juni 1984  | Salzgitter-Lebenstedt–Salzgitter-Lichtenberg–Derneburg | Salzgitter-Drütte–Derneburg             | 1435           | 1           |            | 1886                | abgebaut      | abgebaut     |                             |
| 28. Mai 1988  | Jever–Carolinensiel–Harle                              | Jever–Harle                             | 1435           | 1           | 20,1       | 1888–90             | abgebaut      | abgebaut     |                             |

### 1990er Jahre
| Datum         | Streckenabschnitt                     | Strecke                    | Spur- weite mm | G l e i s e | Länge (km) | er- öff- net (Jahr) | Zustand 2000   | Zustand 2010                | Bemerkung                                     |
| ------------- | ------------------------------------- | -------------------------- | -------------- | ----------- | ---------- | ------------------- | -------------- | --------------------------- | --------------------------------------------- |
| 25. Mai 1990  | Derneburg–Bornum                      | Derneburg–Seesen           | 1435           | 1           | 15,7       | 1897                | Güterverkehr   |                             |                                               |
| 25. Mai 1990  | Bornum–Seesen                         | Derneburg–Seesen           | 1435           | 1           | 15,3       | 1899                | abgebaut       | abgebaut                    |                                               |
| 31. Mai 1991  | Walsrode–Cordingen–Bomlitz            | Bomlitz–Walsrode           | 1435           | 1           | 8,0        | 1915                | Güterverkehr   | Güterverkehr                | seit 19__ Museumsverkehr                      |
| 1993          | Bremerhaven-Lehe–Columbusbf           |                            | 1435           | 1           |            |                     | Güterverkehr   |                             | sieh Schienenverkehr in Bremerhaven           |
| 25. Sep. 1993 | Stade–Hesedorf (Bremervörde)          | Hesedorf–Stade             | 1435           | 1           | 25,6       | 1898                | Güterverkehr   |                             | seit 19__ Museumsverkehr (Moorexpress)        |
| 1. Juni 1994  | Rahden–Sulingen–Bassum                | Bassum–Herford             | 1435           | 1           | 53,8       | 1900–01             | außer Betrieb  |                             |                                               |
| 1. Juni 1996  | Uelzen–Dannenberg West/Ost            | Uelzen–Dannenberg West/Ost | 1435           | 1           | 42\|       | 1924                | Teils abgebaut | Teils abgebaut/Freistellung | Zwischen Pudripp und Zernien Draisinenverkehr |
| 1997          | Hannover-Wülfel–Hannover Messebf      |                            | 1435           | 1           |            | 1953                | abgebaut       | abgebaut                    | Abzweig der Bahnstrecke Hannover–Kassel       |
| 1999          | Braunschweig Nord–Brunsrode-Flechtorf | Braunschweig–Fallersleben  | 1435           | 1           | 12,3       | 1902                | Güterverkehr   |                             |                                               |
| 1999          | Brunsrode-Flechtorf–Fallersleben Lbf  | Braunschweig–Fallersleben  | 1435           | 1           | 12,5       | 1904                | abgebaut       | abgebaut                    |                                               |

### 2000er Jahre
| Datum         | Streckenabschnitt         | Strecke                    | Spur- weite mm | G l e i s e | Länge (km) | er- öff- net (Jahr) | Zustand 2000 | Zustand 2010 | Bemerkung |
| ------------- | ------------------------- | -------------------------- | -------------- | ----------- | ---------- | ------------------- | ------------ | ------------ | --------- |
| 12. Dez. 2004 | Scharzfeld–Bad Lauterberg | Scharzfeld–St. Andreasberg | 1435           | 1           | 4,1        | 1884                | in Betrieb   | abgebaut     |           |
| 2007          | Schöppenstedt–Jerxheim    | Wolfenbüttel–Oschersleben  | 1435           | 1           | 11,7       | 1843                | in Betrieb   |              |           |
| 8. Dez. 2007  | Jerxheim–Helmstedt        | Jerxheim–Helmstedt         | 1435           | 1           | 22,3       | 1858                | in Betrieb   |              |           |